# 야스다 기념

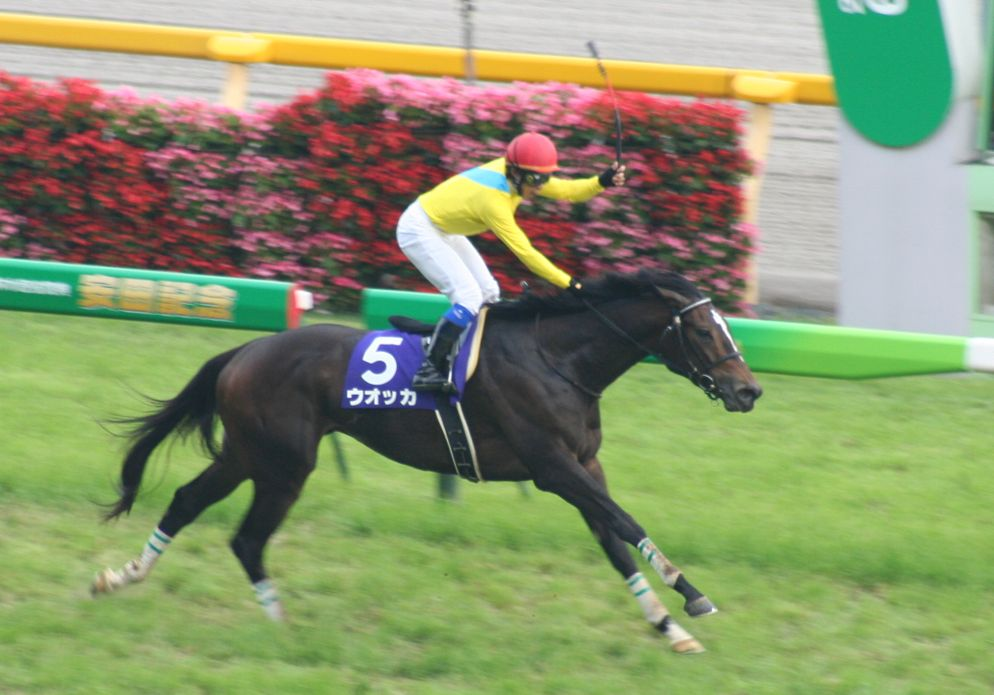
2008년 제58회 야스다 기념 우승마 보드카

야스다 기념(일본어: 安田記念 야스다키넨[*])은 일본중앙경마회(JRA)가 도쿄 경마장에서 지행하는 중앙경마 G1급 중상경주다. 경마 프로그램에 표시되는 명칭은 농림수산성상전 야스다 기념(일본어: 農林水産省賞典 安田記念 노린스이산쇼쇼텐야스다키넨[*])이라고 표기된다.
경주명의 "야스다"란 메이지 시대부터 쇼와 시대까지 경마에 종사하며 경마법 제정 및 도쿄우준 창설 등에 진력한 일본중앙경마회 초대 이사장 야스다 이사에몬을 기념한다는 의미다. 도쿄경마장에는 야스다의 공적을 기리는 흉상이 건립되어 있다.
1착은 농림수산대신상, 일본마주협회연합회회장상, 브리더스컵 챌린지상을 받는다.